# Zuleira Atíes
Zuleira Atíes Isaac (Santiago di Cuba, 9 ottobre 1980) è una cestista cubana.

## Carriera
Con Cuba ha disputato i Campionati mondiali del 2002 e due edizioni dei Campionati americani (2001, 2015).